# Monhystera villosa
Monhystera villosa is een rondwormensoort uit de familie van de Monhysteridae.